# Bandera de Torrent (Baix Empordà)

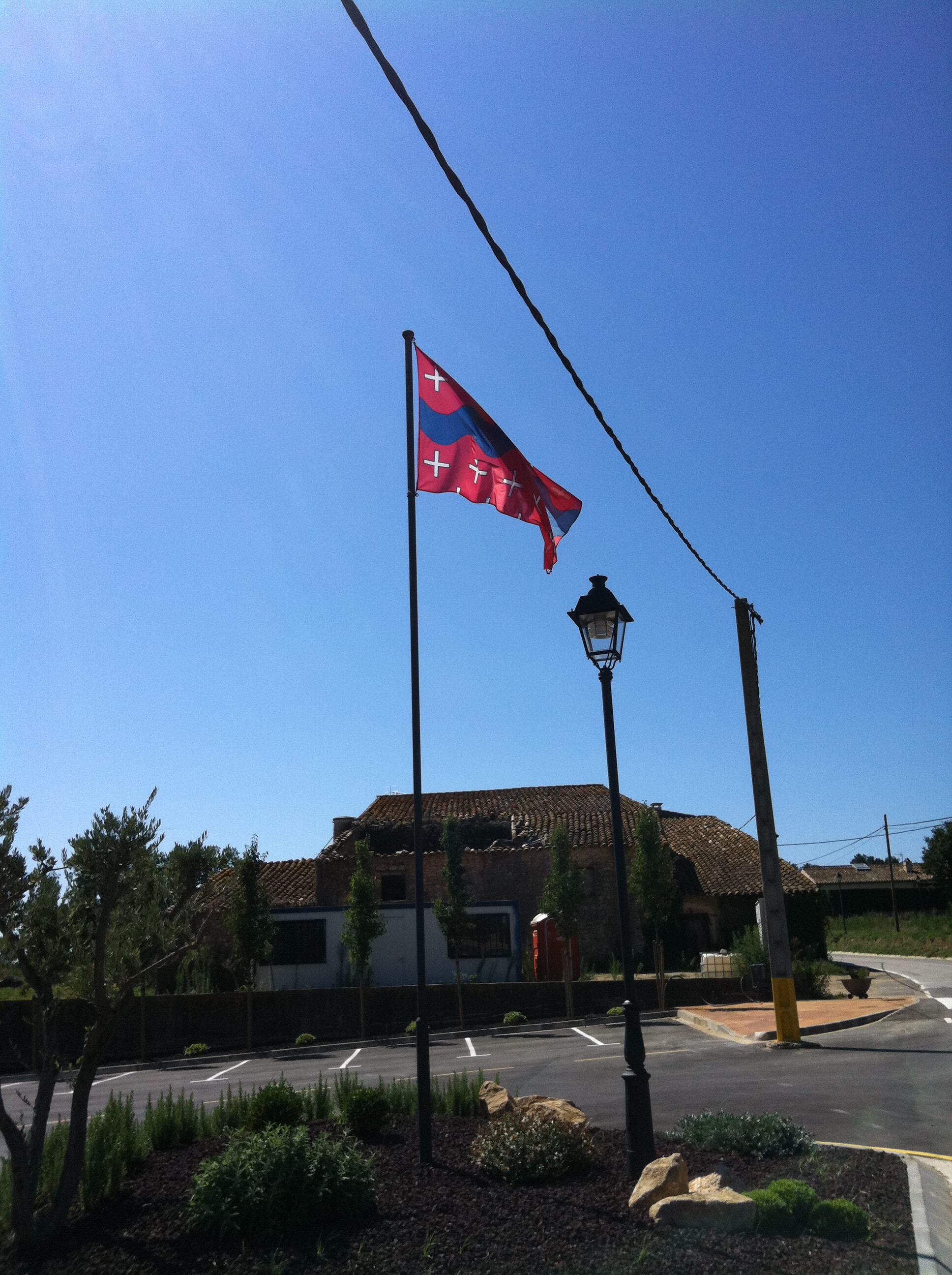
Bandera de Torrent onejant a una plaça del poble

La bandera oficial de Torrent (Baix Empordà) té el següent blasonament:
| « | Bandera apaïsada de proporcions dos d'alt per tres de llarg, vermella, sembrada de creus blanques de gruix 1/16 i d'altura 3/16 de la del drap i d'amplada 3/24 de la llargària del mateix drap, cinc de les quals, senceres, a la part superior, i cinc més, també senceres, a la part inferior; i al centre un faixa blava fosca ondada de mitja cresta, tres crestes senceres i una altra mitja cresta, de gruix 1/4 de l'alçària del drap. | » |
| — | |   |

## Història
Va ser publicada en el DOGC el 6 d'abril del 1999.